# Ле-Рой (Іллінойс)
Ле-Рой (англ. Le Roy) — місто (англ. city) в США, в окрузі Маклейн штату Іллінойс. Населення — 3512 особи (2020).

## Географія
Ле-Рой розташований за координатами 40°20′19″ пн. ш. 88°45′48″ зх. д. / 40.33861° пн. ш. 88.76333° зх. д. (40.338680, -88.763232).  За даними Бюро перепису населення США в 2010 році місто мало площу 6,06 км², з яких 6,01 км² — суходіл та 0,04 км² — водойми.

## Демографія
Згідно з переписом 2010 року, у місті мешкало 3560 осіб у 1438 домогосподарствах у складі 958 родин. Густота населення становила 588 осіб/км².  Було 1503 помешкання (248/км²).
Расовий склад населення:
| - 97,2 % — білих - 0,5 % — чорних або афроамериканців - 0,3 % — азіатів - 0,2 % — корінних американців |

До двох чи більше рас належало 1,2 %. Частка іспаномовних становила 1,8 % від усіх жителів.
За віковим діапазоном населення розподілялося таким чином: 26,4 % — особи молодші 18 років, 57,8 % — особи у віці 18—64 років, 15,8 % — особи у віці 65 років та старші. Медіана віку мешканця становила 38,2 року. На 100 осіб жіночої статі у місті припадало 92,7 чоловіків;  на 100 жінок у віці від 18 років та старших — 91,2 чоловіків також старших 18 років.
Середній дохід на одне домашнє господарство  становив 65 732 долари США (медіана — 59 564), а середній дохід на одну сім'ю — 76 879 доларів (медіана — 73 152). Медіана доходів становила 49 028 доларів для чоловіків та 42 328 доларів для жінок. За межею бідності перебувало 6,7 % осіб, у тому числі 8,9 % дітей у віці до 18 років та 8,9 % осіб у віці 65 років та старших.
Цивільне працевлаштоване населення становило 1784 особи. Основні галузі зайнятості: освіта, охорона здоров'я та соціальна допомога — 23,5 %, фінанси, страхування та нерухомість — 16,9 %, мистецтво, розваги та відпочинок — 10,1 %, науковці, спеціалісти, менеджери — 7,8 %.